# 经济早报
经济早报，是1999年元旦创刊于江苏南京的一张公开发行的报纸，刊号CN32—0122。2001年6月22日出版的经济早报上刊登文章调侃江泽民、胡锦涛违反了大陆的新闻审查制度，第二天报纸即被停刊。从创刊到停刊只有2年半时间，使该报成为中国大陆最短命的报纸之一。